# Ambt Montfort
Ambt Montfort est une ancienne commune des Pays-Bas de la province du Limbourg.
Elle a été créée le 1er janvier 1991 par la fusion des anciennes communes de Montfort, de Posterholt et de Sint-Odiliënberg. Le 1er janvier 2007, la commune a fusionné avec la commune voisine de Roerdalen. Le nom temporaire de la nouvelle commune est Roerdalen en attendant le choix du conseil municipal pour un nouveau nom.